# Flingern-Nord
Flingern-Nord, Düsseldorf-Flingern-Nord — dzielnica miasta Düsseldorf w Niemczech, w okręgu administracyjnym 2, w kraju związkowym Nadrenia Północna-Westfalia, w rejencji Düsseldorf.